# Aljaksandr Bury
Aljaksandr Bury (belarussisch Аляксандр Буры; englisch Aliaksandr Bury; * 14. September 1987 in Minsk, Weißrussische SSR, Sowjetunion) ist ein ehemaliger belarussischer Tennisspieler.

## Karriere
Bury war hauptsächlich im Doppel aktiv und spielte hauptsächlich auf der ATP Challenger Tour und der ITF Future Tour. Er feierte einen Einzel- und 15 Doppelsiege auf der Future Tour. Auf der Challenger Tour gewann er 14 Turniere, sechs davon 2014 mit seinem Doppelpartner Sjarhej Betau und stand viermal im Finale. Am 6. Februar 2012 durchbrach er erstmals die Top 200 der Weltrangliste im Doppel und seine höchste Platzierung erreichte er im Oktober 2015 mit Platz 59.
Im Juni 2012 trat Bury bei den Olympischen Spielen in London an. Mit Maks Mirny scheiterte er in der ersten Runde an den Indern Mahesh Bhupathi und Rohan Bopanna in drei Sätzen. 2015 gewann er mit Denis Istomin in Gstaad seinen einzigen Titel auf der ATP Tour. Sein letztes Profiturnier bestritt er im Dezember 2018.
Er spielte von 2009 bis 2016 für die belarussische Davis-Cup-Mannschaft. Für diese trat er in elf Begegnungen an, wobei er eine Bilanz von 2:1 im Einzel und 6:4 im Doppel vorweist.

## Erfolge
| Legende (Anzahl der Siege)  |
| Grand Slam                  |
| ATP World Tour Finals       |
| ATP World Tour Masters 1000 |
| ATP World Tour 500          |
| ATP World Tour 250 (1)      |
| ATP Challenger Tour (14)    |

| ATP-Titel nach Belag |
| Hartplatz (0)        |
| Sand (1)             |
| Rasen (0)            |

### Doppel

#### Turniersiege

##### ATP World Tour
| Nr. | Datum          | Turnier | Belag | Partner       | Finalgegner                        | Ergebnis         |
| --- | -------------- | ------- | ----- | ------------- | ---------------------------------- | ---------------- |
| 1.  | 2. August 2015 | Gstaad  | Sand  | Denis Istomin | Oliver Marach Aisam-ul-Haq Qureshi | 3:6, 6:2, [10:5] |

##### ATP Challenger Tour
| Nr. | Datum              | Turnier              | Belag         | Partner            | Finalgegner                           | Ergebnis           |
| --- | ------------------ | -------------------- | ------------- | ------------------ | ------------------------------------- | ------------------ |
| 1.  | 23. November 2013  | Tjumen               | Hartplatz (i) | Sjarhej Betau      | Iwan Anikanow Ante Pavić              | 6:4, 6:2           |
| 2.  | 22. Februar 2014   | Astana               | Hartplatz (i) | Sjarhej Betau      | Andrei Golubew Jewgeni Koroljow       | 6:1, 6:4           |
| 3.  | 16. Mai 2014       | Samarqand            | Sand          | Sjarhej Betau      | Shonigʻmat Shofayziyev Vaja Uzoqov    | 6:4, 6:3           |
| 4.  | 23. Mai 2014       | Qarshi               | Hartplatz     | Sjarhej Betau      | Gong Maoxin Peng Hsien-yin            | 7:5, 1:6, [10:6]   |
| 5.  | 14. Juni 2014      | Fargʻona             | Hartplatz     | Sjarhej Betau      | Nicolás Barrientos Stanislaw Wowk     | 6:76, 7:61, [10:3] |
| 6.  | 13. Juli 2014      | Portorož             | Hartplatz     | Sjarhej Betau      | Ilija Bozoljac Flavio Cipolla         | 6:0, 6:3           |
| 7.  | 9. November 2014   | St. Ulrich in Gröden | Hartplatz (i) | Sjarhej Betau      | James Cluskey Austin Krajicek         | 6:4, 5:7, [10:6]   |
| 8.  | 19. März 2016      | Kasan                | Hartplatz (i) | Igor Zelenay       | Konstantin Krawtschuk Philipp Oswald  | 6:2, 4:6, [10:6]   |
| 9.  | 4. Juni 2016       | Prostějov            | Sand          | Igor Zelenay       | Julio Peralta Hans Podlipnik-Castillo | 6:4, 6:4           |
| 10. | 20. August 2016    | Cordenons            | Sand          | Andre Begemann     | Roman Jebavý Zdeněk Kolář             | 5:7, 6:4, [11:9]   |
| 11. | 17. September 2016 | Stettin              | Sand          | Andre Begemann     | Johan Brunström Andreas Siljeström    | 7:63, 6:77, [10:4] |
| 12. | 30. Oktober 2016   | Budapest             | Hartplatz (i) | Andreas Siljeström | Jamie Cerretani Philipp Oswald        | 7:63, 6:4          |
| 13. | 24. März 2018      | Qujing               | Hartplatz     | Peng Hsien-yin     | Wu Di Zhang Ze                        | 6:73, 6:4, [12:10] |
| 14. | 29. April 2018     | Anning               | Sand          | Lloyd Harris       | Gong Maoxin Zhang Ze                  | 6:4, 6:3           |